# メアリー・ピーターズ (陸上選手)
レディ・メアリー・エリザベス・ピーターズ（Lady Mary Elizabeth Peters, LG, CH, DBE, 1939年7月6日 - ）は、イギリス・北アイルランドの元陸上競技選手で、五種競技と砲丸投に出場した。

## 若年期と教育
ピーターズはイングランド・リバプール近郊のヘイルウッドで1939年7月6日に生まれた。11歳のときに、父親の仕事の都合で北アイルランドのバリミーナに、後にベルファストに移った。現在はベルファスト郊外のリスバーン・アンド・カースルレー地区内のデリアギーに住んでいる。
十代のとき、父親が誕生日プレゼントとして自宅に練習場を建設した。ピーターズは教師の資格を取得し、働きながらトレーニングをしていた。

## 陸上競技のキャリア

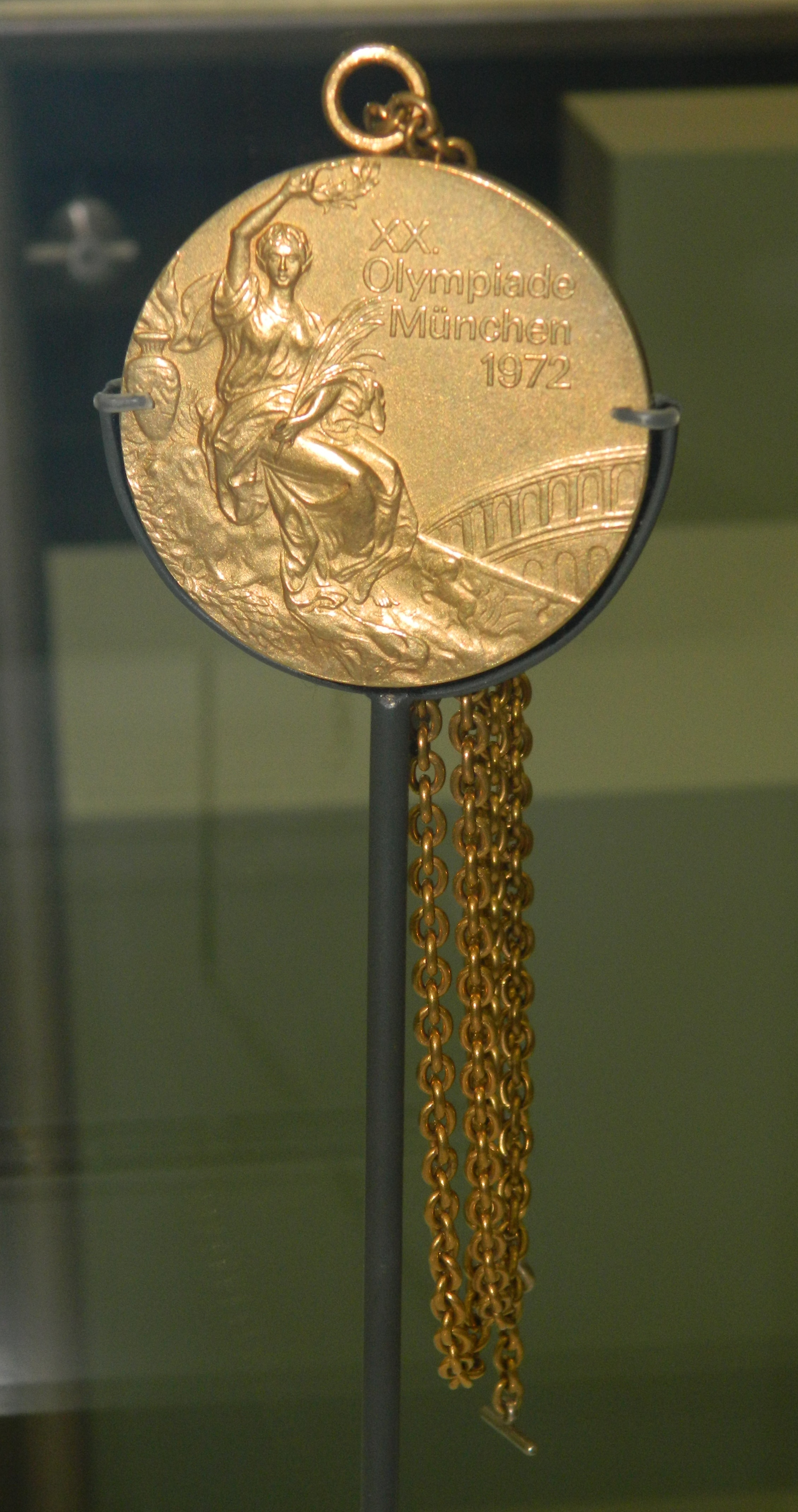
1972年ミュンヘンオリンピック 五種競技の金メダル

一家でバリミーナからポータダウンに移り、ピーターズはポータダウン大学に入学した。大学では学長のドナルド・ウッドマンと体育教師のケネス・マクレランドがピーターズに陸上競技を教え、マクレランドはピーターズの最初のコーチになった。ピーターズは1956年に女子学生の総代となった。
五種競技では、1964年東京オリンピックで4位、1968年メキシコシティーオリンピックで8位に入賞した。1972年ミュンヘンオリンピックでは、地元ドイツのハイデ・ローゼンダールを10点差で破って当時の世界新記録を樹立し、この大会でイギリス代表の陸上競技選手では唯一となる金メダルを獲得した。この後、BBCに「メアリー・ピーターズはプロテスタントであり、イギリスのためにメダルを獲得した。彼女の命は狙われ、それはIRAのせいにされるだろう」という、IRAからとみられるピーターズに対する殺害予告の電話がかかった。それにもかかわらず、ピーターズは北アイルランドに帰った。空港には大勢のファンが詰めかけ、ピーターズはパレードを行った。しかし、3か月間は自宅に戻ることを許されなかった。父は仕事の都合でアメリカやオーストラリアに移ったが、ピーターズは北アイルランドに留まった。この年のBBC・スポーツ・パーソナリティ・オブ・ザ・イヤー賞はピーターズに授与された。
また、1958年から1974年までのコモンウェルスゲームズに北アイルランド代表として出場し、五種競技で金メダル2個、砲丸投で金メダル1個、銀メダル1個を獲得した。

## 引退後
2001年5月にアウトワード・バウンド・トラストの理事に就任し、北アイルランド・アウトワード・バウンド協会の副会長も務めている。
また、ロッチデールにあるスプリングヒル・ホスピスを支援している。

### メアリー・ピーターズ・トラスト
ピーターズは1975年に、北アイルランドの才能のある若いスポーツ選手を支援するスポーツ・トラスト（現 メアリー・ピーターズ・トラスト）を設立した。グレーム・マクドウェル、ローリー・マキロイ、ジョナサン・レイ、ダレン・クラーク、デヴィッド・ハンフリーズ、ベサニー・ファース、ライアン・バーネット、カール・フランプトン、パディ・バーンズ、マイケル・コンラン、ケリー・ギャラガー、マイケル・マキロップなどがこのトラストの支援を受けた。

## 栄誉
1973年、大英帝国勲章メンバー(MBE)の叙勲を受けた。1990年にコマンダー(CBE)に、2000年にデイム・コマンダー(DBE)に昇進した。
2015年にはコンパニオン・オブ・オナー勲章(CH)が、2017年には聖ジョン勲章デイム(DStJ)が授与された。
2019年2月27日、ガーター勲章の叙勲を受けたことで、レディの称号が付与された。同年6月17日のガーターデーに、セントジョージ礼拝堂において勲章の授与が行われた。
ベルファスト郊外には、ピーターズの名を冠した陸上競技場「メアリー・ピーターズ・トラック」があり、ピーターズの銅像が建っている。
2009年8月から2014年7月までベルファスト総督を務めた。
| 名誉職                      | 名誉職                                       | 名誉職                              |
| --------------------------- | -------------------------------------------- | ----------------------------------- |
| 先代 ロメイン・カースウェル | ベルファスト総督 2009年8月9日 - 2014年7月6日 | 次代 フィオヌアラ・ジェイ＝オボイル |